# Tall Sinan
Tall Sinan (arab. تل سنان) – miejscowość w Syrii, w muhafazie Hama. W 2004 roku liczyła 1061 mieszkańców.